# Ebrahim al-Zofairi
Ebrahim Remaid al-Zofairi (arabisch ابراهيم الظفيري; * 18. Mai 1989) ist ein kuwaitischer Sprinter und Mittelstreckenläufer, der sich auf die 800 Meter spezialisiert hat. Er wurde über diese Distanz 2017 und 2025 Asienmeister im Freien sowie 2023 und 2024 in der Halle.

## Sportliche Laufbahn
Erste Erfahrungen bei internationalen Meisterschaften sammelte Ebrahim al-Zofairi bei den Arabischen Meisterschaften 2013 in Doha, bei denen er den fünften Platz über 800 Meter belegte. Daraufhin nahm er an den Islamic Solidarity Games in Palembang teil, schied dort aber bereits in der Vorrunde aus. 2014 gewann er bei den Hallenasienmeisterschaften in Hangzhou die Silbermedaille hinter dem Katari Musaeb Abdulrahman Balla. 2015 nahm er an den Asienmeisterschaften in Wuhan teil, erreichte dort aber nicht das Finale. Zwei Jahre später nahm er erneut an den Asienmeisterschaften in Bhubaneswar teil und feierte dort mit dem Gewinn der Goldmedaille in 1:49,97 min seinen bisher größten Erfolg. Er erhielt damit auch ein Freilos für die Weltmeisterschaften in London, bei denen er mit neuer persönlicher Bestzeit in das Halbfinale über 800 Meter gelangte und dort mit 1:46,68 min ausschied. Zudem wurde er bei den Arabischen Meisterschaften in Radès in 1:48,10 min Fünfter über 800 Meter. 2018 nahm er an den Hallenasienmeisterschaften in Teheran teil und gewann dort in 1:52,97 min die Bronzemedaille über 800 Meter hinter dem Katari Abubaker Haydar Abdalla und Pejman Yarvali aus Iran und belegte in 3:14,75 min Platz vier mit der kuwaitischen 4-mal-400-Meter-Staffel.
Bei den Asienmeisterschaften 2019 in Doha konnte al-Zofairi seinen Titel nicht verteidigen und wurde in 1:46,88 min Zweiter hinter Abubaker Haydar Abdalla aus Qatar. Den Vorlauf über 1500 Meter konnte er zudem nicht beenden. 2021 gelangte er bei den Arabischen Meisterschaften in Radés mit 1:47,34 min auf Rang vier über 800 Meter und im Jahr darauf belegte er bei den Islamic Solidarity Games in Konya in 1:48,69 min den fünften Platz. 2023 siegte er in 1:49,33 min bei den Hallenasienmeisterschaften in Astana. Im Juni belegte er bei den Arabischen Meisterschaften in Marrakesch in 1:49,11 min den vierten Platz und anschließend gewann er bei den Asienmeisterschaften in Bangkok in 1:46,11 min die Bronzemedaille hinter dem Katari Abubaker Haydar Abdalla und Krishan Kumar aus Indien. Im August schied er bei den Weltmeisterschaften in Budapest mit 1:48,41 min in der ersten Runde aus und im Oktober belegte er bei den Asienspielen in Hangzhou in 1:49,05 min den fünften Platz. Im Jahr darauf verteidigte er bei den Hallenasienmeisterschaften in Teheran mit neuem Landesrekord von 1:46,80 min seinen Titel. Im Mai siegte er in 1:47,56 min bei den Westasienmeisterschaften in Basra. 2025 schied er bei den Hallenweltmeisterschaften in Nanjing mit 1:49,37 min im Halbfinale aus und Ende Mai siegte er dann in 1:44,59 min bei den Asienmeisterschaften in Gumi.
2014 und 2015 sowie 2016 und 2019 wurde al-Zofairi kuwaitischer Meister im 800-Meter-Lauf sowie 2016 und 2019 auch über 1500 Meter.

## Persönliche Bestzeiten
- 400 Meter: 47,68 s, 29. April 2014 in Doha
- 800 Meter: 1:44,59 min, 31. Mai 2025 in Gumi
  - 800 Meter (Halle): 1:46,80 min, 19. Februar 2024 in Teheran (kuwaitischer Rekord)
- 1500 Meter: 3:56,37 min, 28. April 2016 in Kuwait